# Leigh Taylor-Young
Leigh Taylor-Young (ur. 25 stycznia 1945 w Waszyngtonie) – amerykańska aktorka filmowa i teatralna. Laureatka nagrody Emmy (1994) za rolę w serialu telewizyjnym Gdzie diabeł mówi dobranoc.

## Życiorys
Urodzona w Waszyngtonie jako Leigh Taylor w rodzinie Pauline i amerykańskiego dyplomaty Carla Taylora. W późniejszym okresie przyjęła jako drugie, nazwisko jej ojczyma Donalda E. Younga – dyrektora korporacji. Wraz z przyrodnim rodzeństwem – braćmi Deyem i Lance dorastała w hrabstwie Oakland. Tam też w 1962 ukończyła Birmingham Groves High School. Od dzieciństwa intensywnie zajmowała się baletem. Studiowała ekonomię na Northwestern University, jednak studiów tych nie ukończyła z powodu dobrze zapowiadającej się kariery aktorskiej. "Odkryta" przez Alvinę Krause, została najmłodszym członkiem prestiżowego "Eaglesmere Summer Repertory Theatre”. W 1966 roku udanie zadebiutowała na Broadwayu główną rolą w sztuce 3 Bags Full. Pobierała wtedy lekcje aktorstwa u Sanforda Meisnera. Na rok 1966 datuje się jej debiut aktorski – była to rola Rachel Welles w serialu TV pt. Peyton Place. Kreacja ta przyniosła jej duży rozgłos, jednak po roku zmuszona była opuścić plan filmowy ze względu na ciążę. Powróciła na plan filmowy udaną rolą w komedii romantycznej Kocham cię, Alicjo B. Toklasz 1968. Był to komercyjny sukces za który aktorka otrzymała nominację do nagrody "Złotego Globu". W latach 70. wystąpiła w kilku głośnych filmach pośród których najbardziej głośnym stała się Zielona pożywka z 1973 roku. Po tym ostatnim filmie, znajdując się u szczytu swojej kariery, zrobiła sobie kilkuletnią przerwę w czasie której poświęciła się wychowaniu syna. Powróciła na ekrany w 1981 roku filmem Wzór piękności. Nigdy jednak nie udało się jej osiągnąć dawnej popularności i pozycji zawodowej sprzed lat. W tamtym okresie rozpoczęła również sporadyczne występy na deskach teatru klasycznego (w sztuce Samuela Becketta pt. Catastrophe występowała w Edynburgu, Los Angeles, Nowym Jorku i Londynie). W kolejnych latach regularnie pojawiała się na ekranie – głównie w serialach TV. Były to m.in. Dallas, Beverly Hills, 90210, JAG, i Gdzie diabeł mówi dobranoc za rolę w którym otrzymała nagrodę Emmy.
W ciągu swojej blisko 60-letniej kariery zagrała w ponad 60 filmach i serialach TV.

Dobrze zbudowana, o świeżej twarzy, czołowa dama filmu amerykańskiego przełomu lat 60. i 70.

## Filmografia
- (1966-67) Peyton Place – Rachel Welles
- (1968) Kocham cię, Alicjo B. Toklas – Nancy
- (1970) Awanturnicy – Amparo Rojo
- (1971) Gang, który nie umiał strzelać – Angela
- (1973) Zielona pożywka – Shirl
- (1978) Statek miłości – Ann Sterling
- (1981) Wzór piękności – Jennifer Long
- (1985) Nóż – Virginia Howell
- (1989) Na dobre i na złe – Doris
- (1998) Rodzina Addamsów: Zjazd rodzinny – Patrice
- (2002) Luzacy – Valerie Patton
- (2006) Coffee Date – Diana
- (1987-89) Dallas – Kimberly Cryder
- (1988) Nowa seria Alfred Hitchcock przedstawia – Adelaide Walker
- (1991) Miasteczko Evening Shade – Beck Kincaid
- (1992) Młodzi jeźdźcy – Polly
- (1993-95) Gdzie diabeł mówi dobranoc – Rachel Harris
- (1995) JAG – Meredith
- (1995) Napisała: Morderstwo – Lainie Sherman Boswell
- (1996–1999) Gliniarz z dżungli – Naomi Sandburg
- (1996) Plaże Malibu – pani Green
- (1997) Siódme niebo – Nora Chambers
- (1997) Pełzaki – narrator
- (1997) Sunset Beach – Elaine Stevens
- (1998) Beverly Hills, 90210 – Blythe Hunter
- (1998-99) Kameleon – Michelle Lucca Stamatis
- (1999) Star Trek: Stacja kosmiczna – Yanas
- (2002) Hellraiser V: Wrota piekieł – epizod
- (2002) Luzacy – Valerie Patton
- (2004-06) Passions – Katherine Barrett Crane/Ellen Wheeler
- (2006) Coffee Date – Diana
- (2007) Powrót do życia – Dooren Turner
- (2022) Amerykański żigolak – Gail St. John

## Wyróżnienia i nagrody[1]
W swojej karierze otrzymała kilka nagród i wyróżnień z których do najbardziej prestiżowych można zaliczyć:
- 1994 – Nagroda Emmy – Najlepsza aktorka drugoplanowa w serialu dramatycznym za rolę w serialu Gdzie diabeł mówi dobranoc.
- 1969 – Złoty Glob (nominacja) – Najbardziej obiecująca nowa aktorka za rolę w filmie Kocham cię, Alicjo B. Toklas.
- 1994 – Złoty Glob (nominacja) – Najlepsza aktorka drugoplanowa w serialu, miniserialu lub filmie telewizyjnym za rolę w serialu Gdzie diabeł mówi dobranoc.

## Życie prywatne
Leigh Taylor-Young była trzykrotnie zamężna. Jej pierwszym mężem był aktor Ryan O’Neal, którego poznała na planie serialu (Peyton Place) i któremu partnerowała później w kilku filmach. Wstąpiła z nim w związek małżeński w 1967 roku. Rozwiedli się w 1974. Mieli syna Patricka (ur. 1967). Jej kolejnym mężem był Guy McElwaine – producent filmowy i jeden z szefów wytwórni Columbia Pictures. Ich małżeństwo trwało w latach 1978–1984 i zakończyło się rozwodem. W 2013 roku poślubiła Johna Mortona. W latach 2002–04 pozostawała w nieformalnym związku z amerykańskim aktorem, producentem i reżyserem filmowym – Craigiem Shefferem.